# ECAPS
ECAPS é uma empresa sueca voltada ao desenvolvimento da tecnologia espaial, criada em 2000 pelo Swedish Space Corporation (SSC) e Volvo Aero, com o objetivo principal de desenvolver propulsores de foguetes mais seguro do que a hidrazina, mas com as mesmas áreas de aplicação.
Um dos propulsores desenvolvidos pela empresa foi o HPGP.